# Clementine & The Galaxy
Clementine & The Galaxy es un dúo musical originario de Brooklyn, Nueva York, conocido por su enfoque único en el pop que fusiona elementos retro y futuristas. La banda está formada por Julie Hardy, la vocalista principal y Mike MacAllister, quien se encarga de las guitarras y la producción musical.

## Historia
La colaboración entre Hardy y MacAllister comenzó de manera poco convencional, con Julie Hardy, previamente conocida como cantautora, y Mike MacAllister, un compositor de bandas sonoras y comerciales, encontrándose en un concierto encontrado en Craigslist. A partir de esta conexión, decidieron unir fuerzas y empezar a trabajar juntos como Clementine & The Galaxy.
En el año 2015, Clementine & The Galaxy presentarán su segundo EP, Midnight Machine, lanzado por Jillionaire de Feel Up Records de Major Lazer.
Actualmente cada uno se dedica a lo de antes pero ahora Hardy como Vocal Coach, y MacAllister, tiene en conjunto a Julie Hardy, 4 canciones más pero independiente de Clementine  & The Galaxy, y en conjunto a otros músicos

## Estilo Musical
Clementine & The Galaxy ha sido elogiado por su enfoque eléctrico, que combina la emotividad de la voz de Julie Hardy con la atmósfera fría de sintetizadores y sonidos digitalizados. Su sonido ha sido comparado con la grandiosidad dramática de St. Vincent y con destellos del polvo de estrellas de Bowie, creando gemas de electro-pop con un distintivo motivo de ciencia ficción.

## Discografía
| Canciones - 2013: Clementine and the Galaxy. - 2015: Midnight Machine. - 2016: Paradise. - 2018: Love On the Run. - 2012: Heart Shaped Box. - 2013: How Can I Not Love You?. - 2013: Crying My Whole Heart Out. - 2013: Taken. - 2013: Complication. - 2013: Bottom Line. - 2015: When The Night Is Over. - 2015: Breathless. - 2015: Can't Knock Me Down. - 2015: Midnight Machine. - 2015: Robot. - 2015: Heart Of Stone. - 2015: Tourist. - 2015: Lazer Gunz. |